# 一日市インターチェンジ
一日市インターチェンジ（ひといちインターチェンジ）は、新潟県新潟市東区一日市にある国道7号新新バイパスのインターチェンジ。

## 概要
この区間の新新バイパスは1977年に開通したが、当初は設置されておらず、1985年に追加設置されたインターチェンジである。インターチェンジ構造はダイヤモンド式。
同バイパス内では、新発田方面から新潟空港への最寄りのICとして利用されている（黒埼方面からの最寄りは新潟バイパスの逢谷内ICとなる）。これまで空港へは市道などを迂回しなければならなかったが、2005年11月に新潟県道17号新潟村松三川線のバイパス区間（新潟空港アクセス道路）が全線開通したことによって国道113号（新潟飛行場道路、空港通）へ直通できるようになり、空港方面へのアクセスが大幅に改善された。

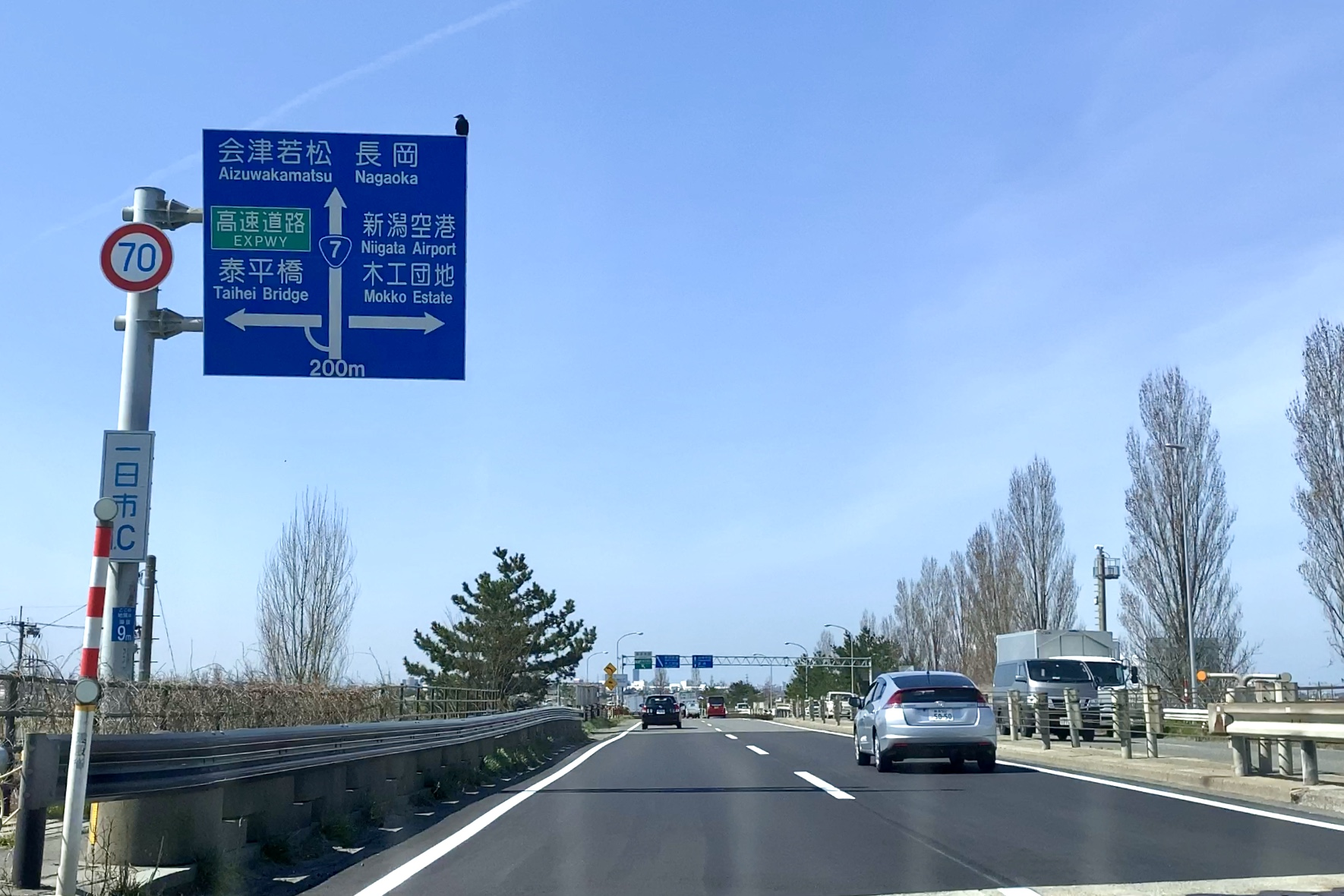
西行本線上のIC案内標識（2020年3月）
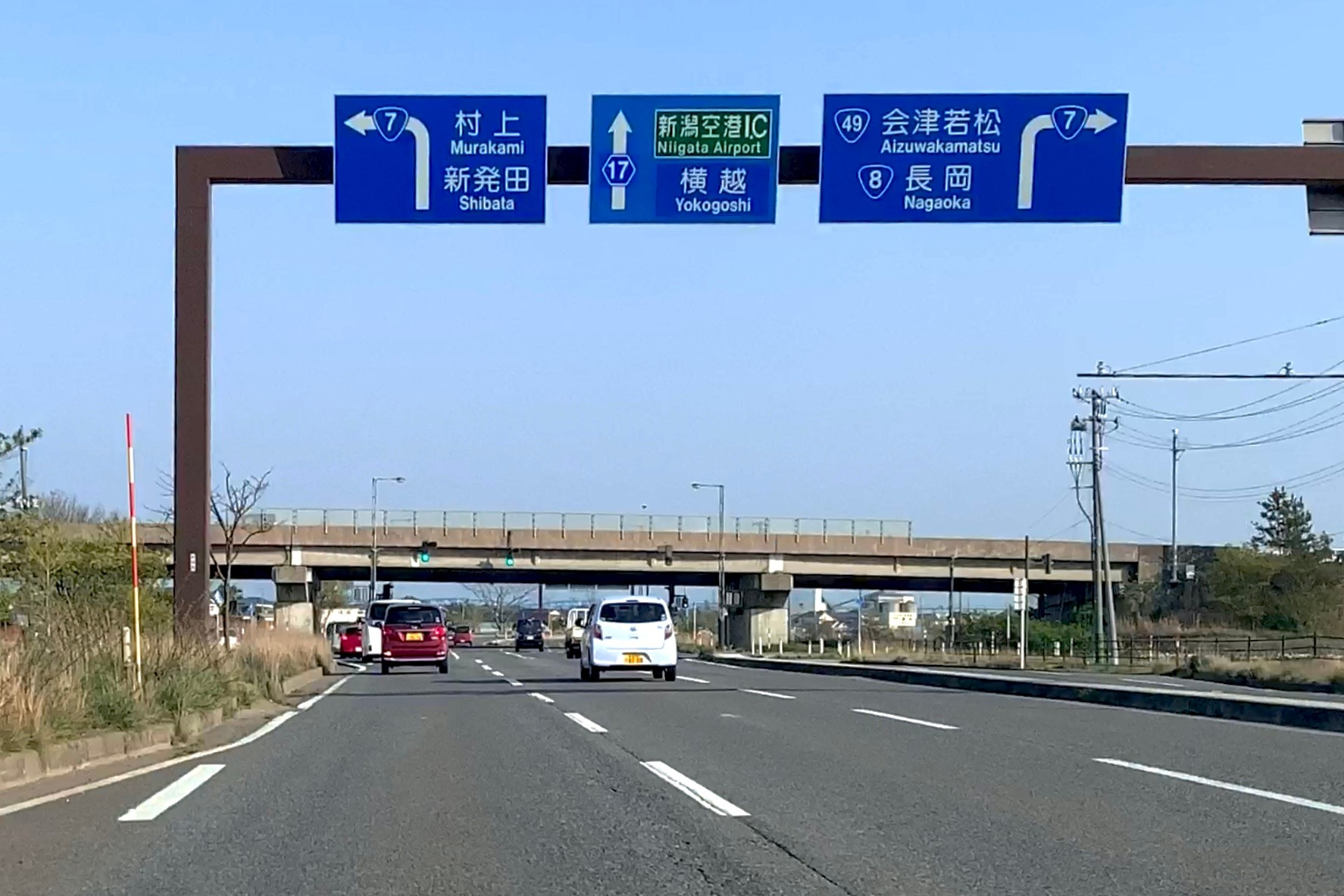
接続する新潟空港アクセス道路から見たIC（2020年4月）

## 歴史
- 1985年12月27日：開通。

## 道路
- 国道7号（新新バイパス）

## 接続する道路
- 新潟県道17号新潟村松三川線

## 隣
国道7号新新バイパス
海老ヶ瀬IC - 一日市IC - 濁川IC